# Peaio
Peaio is een plaats (frazione) in de Italiaanse gemeente Vodo di Cadore.